# Quảng Nham
Quảng Nham là một xã ven biển nằm ở cực nam huyện Quảng Xương, tỉnh Thanh Hóa, Việt Nam, cách Thành phố Thanh Hóa khoảng 20 km về phía nam.

## Địa giới hành chính
Xã Quảng Nham nằm ở phía đông nam của huyện Quảng Xương, ven Vịnh Bắc Bộ.
- Phía đông giáp Biển Đông
- Phía nam giáp thị xã Nghi Sơn (ranh giới tự nhiên là sông Yên tại cửa Lạch Ghép)
- Phía tây giáp thị xã Nghi Sơn (ranh giới tự nhiên là sông Yên)
- Phía bắc giáp xã Quảng Thạch.

## Điều kiện tự nhiên
Theo số liệu địa chính của Bộ Tài nguyên và Môi trường, xã Quảng Nham có diện tích: 4,26 km². Theo số liệu của huyện Quảng Xương, xã này có diện tích 4,0 km².
Theo Địa chí Quảng Nham , xã Quảng Nham có diện tích tự nhiên 398,96 ha, trong đó:
- Diện tích canh tác: 194,07 ha
- Diện tích đất nuôi trồng hải sản: 70,89 ha
- Diện tích đất trồng màu: 56,8 ha
- Diện tích đất ở: 50,35 ha
- Đất giao thông: 18,82 ha
- Đất nghĩa địa: 2,30 ha
- Đất xây dựng cơ bản: 3,34 ha
- Đất lâm nghiệp: 66,38 ha
- Đất dùng các việc khác: 94,16 ha.

Xã Quảng Nham là một bán đảo nhỏ, có địa hình kéo dài theo hướng bắc - nam. Chiều dài bờ biển là 5,5 km, chiều dài bờ sông (sông Yên) là 3,2 km. Hiện nay, do phía sông Yên vẫn đang bị lở trong khi phía đông thì bị biển lấn, nên bề ngang của xã Quảng Nham ngày càng hẹp, hiện đoạn hẹp nhất là 200 – 300m. Chỉ riêng cơn bão số 7 năm 2005 đã làm cho bờ biển Quảng Nham bị thu vào tới 300m.
Lạch Ghép hay lạch Bạng là cửa sông Yên đổ ra Biển Đông, người dân địa phương gọi là lạch Mom. Thành ngữ địa phương có câu:
Lạch Mom khó vào, lạch Trào khó ra
Lưu lượng nước chảy qua lạch Mon khá bình thường. Vì là mom sông nên xã Quảng Nham chịu tác động trực tiếp của các con nước thủy triều, nên chuyện thường xảy ra bồi lở. Dòng sông Yên chảy đến địa phận Quảng Thạch gặp ghềnh đá liếp ngầm đổi dòng chảy xói vào vùng đất lở là xã Quảng Nham.
Ca dao cổ có câu:
Làng Mỏm hình tựa quả bầu
Đền trên, đình dưới, sông sâu trước làng.
và:
Bao giờ rung nổi cồn bầu
Thì em đổ gạo têm trầu cho anh
Do sự khắc nghiệt của dòng chảy như vậy mà đình, giếng, nghè cổ cổ của làng Cự Nham ngày xưa hiện nay đã nằm ra giữa dòng sông Yên và bờ sú vẹt bên kia sông (hữu ngạn, thuộc xã Hải Châu, huyện Tĩnh Gia).
Toàn xã là một loại cát sa bồi, mịn trắng, đào sâu khoảng 50 cm đến 1m sẽ được cát mịn, có màu vàng tinh khiết, đem phơi khô sẽ được cát trắng mịn và lấp lánh màu kim loại quý hiếm. Khu vực làng Tân hiện nay trong cát có kim loại màu (đã khai thác và hiện đã dừng).

## Dân cư
Quảng Nham là một xã ven biển (vùng cửa sông) có mật độ dân số khá cao của huyện Quảng Xương. Theo Tổng điều tra dân số năm 1999, xã Quảng Nham có dân số 12.367 người. Theo thống kê năm 2019, xã này có dân số 16.825 người.

## Giao thông
Xã có hệ thống đường giao thông liên thôn, liên ngõ dài 19,05 km, chiều dài đường điện lưới trong toàn xã là 28 km.

## Lịch sử hành chính
Vùng đất thuộc xã Quảng Nham ngày nay, vào đầu thế kỷ XIX là xã Cự Nham thuộc tổng Thái Lai, huyện Quảng Xương, phủ Tĩnh Gia, nội trấn Thanh Hóa.
Sau năm 1945, thuộc xã Ký Con (cùng với xã Quảng Chính hiện nay), huyện Quảng Xương. Năm 1948, các xã Hoa Lư, Ký Con và Lý Thường Kiệt sáp nhập thành xã Quảng Chính, xã Quảng Nham lúc đó là làng Chính Nham. Năm 1954, xã Quảng Nham được thành lập từ một phần lãnh thổ của xã Quảng Chính, tên gọi Quảng Nham xuất hiện từ đây, gồm 18 xóm là Điền, Lũ, Quý, Thanh, Cự, Tân, Lợi, Thuận, Thắng, Tiến, Bình, Lâm, Hòa, Hải, Trung, Đức, Lực và Đông. Năm 1960 thành lập các hợp tác xã: Điền Trung, Trung Thành, Đức Thành, Kiêm Toàn, Công Lực, Đông Thành, Thống Nhất và Rạng Đông. Từ năm 1964 thành lập các hợp tác xã: Bắc Hải, Trung Hải, Tân Hải, Đông Hương, Tiền Phong, Nam Phong, Trung Phong, Trung Đông, Thành Hải và Tiền Tiến.
Năm 1964 mới đào lạch trị thủy cắt xã Quảng Nham thành hai làng: làng Mới và làng Đảo.
Hiện nay gồm 13 thôn: Bắc, Trung, Bình, Điền, Thanh, Hòa, Hải, Đông, Thuận, Thắng, Tiến, Đức và Tân.

## Lịch sử
Từ trước năm 1964 làng Cự Nham có tên nôm là làng Mỏm Cự Nham.
Làng xã hình thành do mỏm cát bồi bởi sự hợp dòng giữa biển và sông, mỏm đất có độ tuổi khoảng nghìn năm. Trên mỏm đất ấy là một rừng cây cổ thụ rộng khoảng 3-4 ha, co đủ các giống cây khác nhau, các loài gỗ quý hiếm như: lim, gội, đa, thị, sếu, chòi mòi, bồ hòn, bứa, muỗm….
Ngoài người gốc là cư dân bản địa, còn có nhiều dòng họ từ vùng Xa Thư, Trần Cầu – Tự Lâm chuyển đến từ thế kỷ V-VI, có nhiều người nguồn gốc từ Quảng Bình chuyển ra, làm nghề đánh bắt cá biển ở vùng Cự Nham hay Cự Lẫm. Vào những năm đầu thời Lý (1010) một nhóm người từ Xa Thư, Trần Cầu di dời đến quanh chân núi Ghép (khu vực Tú Lâm, nay thuộc xã Quảng Thạch) để đánh bắt cá, dưới chân núi là con lạch Ghép, phía tây nam là rừng cây cổ thụ xanh tươi tốt.
Trong cuộc Nam chinh vào khoảng năm 1070, vua Lý Thánh Tông đã ghé vào lạch Ghép, lên bờ và nghỉ ngơi ở rừng cây cổ thụ, thấy cảnh sơn thủy hữu tình hùng vĩ. Nhà vua mới gọi dân bản địa đến và hỏi:
- Làng chạ ở đấy tên gọi là gì? Và khu rừng đẹp kia đã có tên chưa?
Dân làng trả lời là làng chưa có tên và rừng cũng chưa có tên.
Thấy cư dân ở đấy người nào cũng cường tráng mặn mòi, giọng nói oang oang, dáng người chất phác thuận hòa, sống nơi đầu sóng ngọn gió, làm nghề đánh bắt cá trên biển bao la, nhà vua nghĩ đến chữ Cự vì tục ngữ có câu Có cứng mới đứng đầu sóng.
Quan sát dãy núi sừng sững trên đầu, nhà vua nghĩ là chữ Sơn. Nhìn xuống chân toàn là các loại đá to nhỏ, nhà vua hiểu đó là chữ Thạch, hai chữ đó ghép lại thành chữ Nham. Tên làng Cự Nham có từ ngày ấy.
Nhìn rừng cây cổ thụ rất đẹp, nhà vua nghĩ ngay đến từ chữ Hán là Tú Lâm, thế là làng Cự Nham, rừng Tú Lâm có tên từ ngày ấy.
Dưới tán rừng là một quần thể kiến trúc đình đền, chùa, miếu, lăng và đầy đủ cả một hệ thống văn hóa tâm linh cũng có độ tuổi hàng nghìn năm. Đặc biệt thời kỳ tiền khởi nghĩa và ngày nước Việt Nam dân chủ cộng hòa ra đời (2/9/1945), lá cờ đỏ sao vàng được treo trên cây đa gác chằng.
Ngày Đại hội Đảng bộ huyện Quảng Xương (tháng 2/1946) lá cờ đỏ sao vàng, lá cờ Đảng Lao động Việt Nam đã tung bay trên cây đa gác chằng trước sân đền Phúc làng Cự Nham. Tuy nhiên, năm 1946 do nắn dòng sông Yên để trị thủy, người ta đã đào qua đền, qua rừng cây, trong đó có cây đa gác chằng.

## Kinh tế, xã hội
Nghề nghiệp chính là đánh bắt nuôi trồng, chế biến thủy hải sản và dịch vụ nghề cá. Khoảng 60% dân số làm nghề đánh cá.
Đất ven biển Quảng Nham là cát trắng mịn, màu sa bồi, trồng cây cổ thụ và cây chắn cát, chắn gió rất tốt. Ở làng Tân và hầu hết toàn dân đều trồng cây sa mộc (phi lao) để chắn cát bay. Bãi ngang là một triền cát thoai thoải, gần cửa lạch, toàn đát cát nên không thể đắp được đê biển. Vì nguyên nhân trên nên bao đời nay trên bãi ngang ngư dân làng Mom chỉ làm bè mảng để ra khơi. Một bộ phận ngư dân có điều kiện hơn vào sông đóng các loại thuyền lớn, máy công suất lớn để đánh cá xa bờ.
Hiện nay đời sống kinh tế văn hóa, tinh thần của người dân trong xã đã được cải thiện đáng kể. Điện thoại, điện thoại di động, mạng Internet, sách báo... đã được phổ biến. Phần lớn con em trong xã trong độ tuổi đều được đi học. Cơ sở trường học, trạm y tế, đường sá... đã được xây dựng khá hoàn chỉnh.
Những năm gần đây, hầu hết lao động nghề cá của xã Quảng Nham hiện nay là đi làm xa quê hương, tập trung nhiều nhất ở các tỉnh phía nam như Bình Thuận, Bà Rịa-Vũng Tàu... Một bộ phận đáng kể nữa là người Quảng Nham hiện nay làm ăn tại các thành phố lớn cũng khá đông như: Hà Nội, Thành phố Hồ Chí Minh...
Đảng bộ Đảng CSVN và nhân dân xã Quảng Nham có nhiều tiến bộ trong công tác xóa đói, giảm nghèo. Phong trào xóa nhà tranh được thực hiện khá tốt, nhìn chung đời sống của bà con có nhiều chuyển biến tích cực. Điển hình nhất là phong trào không sinh con đông như ngày xưa, các gia đình trẻ hiện nay đã có ý thức tốt trong vấn đề kế hoạch hóa gia đình, lớp trẻ hiện nay ngày càng tham gia nhiều phong trào trong bộ máy chính quyền, phát huy sức trẻ xây dựng quê hương.

## Di tích lịch sử, văn hóa
Làng Mom có Đền Phúc-Bia Tây Sơn